# ليونيل ميراندا
ليونيل ميراندا (بالإسبانية: Leonel Miranda)‏ (7 يناير 1994 في الأرجنتين - ) هو لاعب كرة قدم أرجنتيني في مركز الوسط. لعب مع إنديبندينتي وهيوستن دينامو.

## وصلات خارجية
- ليونيل ميراندا على موقع الدوري الأمريكي (الإنجليزية)
- ليونيل ميراندا على موقع قاعدة بيانات كرة القدم.إي يو (الإنجليزية)
- ليونيل ميراندا على موقع Soccerway.com (الإنجليزية)
- ليونيل ميراندا على موقع AS.com (الإسبانية)